# جويس كوبر
جويس كوبر (بالإنجليزية: Joyce Cooper) (18 أبريل 1909 – 22 يوليو 2002) كانت سبّاحة، من المملكة المتحدة، مثّلت بلادها في الألعاب الأولمبية الصيفية 1932، وسباحة في الألعاب الأولمبية الصيفية 1928 – سيدات 100 متر ظهر ‏، وسباحة في الألعاب الأولمبية الصيفية 1928 – سيدات 4 × 100 متر سباحة حرة تناوب ‏، وسباحة في الألعاب الأولمبية الصيفية 1928 – سيدات 100 متر سباحة حرة ‏، والألعاب الأولمبية الصيفية 1928، وسباحة في الألعاب الأولمبية الصيفية 1932 – سيدات 4 × 100 متر سباحة حرة تناوب ‏.

## وصلات خارجية
- جويس كوبر على موقع الاتحاد الدولي للسباحة (الإنجليزية)
- جويس كوبر على موقع قاعة مشاهير السباحة العالمية (الإنجليزية)
- جويس كوبر على موقع اللجنة الأولمبية الدولية (الإنجليزية)
- جويس كوبر على موقع أوليمبيديا (الإنجليزية)
- جويس كوبر على موقع اللجنة الأولمبية البريطانية (الإنجليزية)
- جويس كوبر على موقع اتحاد ألعاب الكومنولث (مؤرشف) (الإنجليزية)